# (1966) Tristan
(1966) Tristan es un asteroide que forma parte del cinturón de asteroides y fue descubierto el 24 de septiembre de 1960 por Ingrid van Houten-Groeneveld, Cornelis Johannes van Houten y Tom Gehrels desde el observatorio del Monte Palomar, Estados Unidos.

## Designación y nombre
Tristan se designó al principio como 2552 P-L.
Más tarde fue nombrado por Tristán, uno de los caballeros de la Mesa Redonda.

## Características orbitales
Tristan está situado a una distancia media del Sol de 2,447 ua, pudiendo alejarse hasta 2,668 ua y acercarse hasta 2,227 ua. Su excentricidad es 0,09007 y la inclinación orbital 2,483°. Emplea en completar una órbita alrededor del Sol 1398 días.